# Orbiliopsis
Orbiliopsis is een geslacht van schimmels uit de orde Helotiales. De familie is nog niet eenduidig bepaald (incertae sedis).

## Soorten
Volgens Index Fungorum telt het geslacht drie soorten (peildatum februari 2022):
| Soortnaam                   | Auteur(s)                         | Publicatiejaar |
| --------------------------- | --------------------------------- | -------------- |
| Orbiliopsis callistea       | Syd.                              | 1924           |
| Orbiliopsis coleosporioides | (Sacc. & D. Sacc.) Syd. & P. Syd. | 1924           |
| Orbiliopsis graminum        | Velen.                            | 1934           |